# Toniki
Toniki (Ancient Greek: Τωνική) là một thị trấn chợ proto-Somali cổ đại trên bờ biển phía đông nam tỉnh Lower Shabelle của Somalia.

## Tổng quan
Toniki được cho là nằm ở vùng lân cận Makasi thuộc Quận Barawa .
Nó là một trong một loạt các cảng thương mại cổ đại dọc theo bờ biển Somalia, được mô tả trong tạp chí du lịch Hy Lạp-La Mã thế kỷ thứ nhất Periplus của biển Erythraean, cũng như trong Geographia của Ptolemy. Các thị trấn chợ gần đó bao gồm Essina và Sarapion ở ngay phía bắc.